# Carlo Jurišević
 (juin 2022).
Si vous disposez d'ouvrages ou d'articles de référence ou si vous connaissez des sites web de qualité traitant du thème abordé ici, merci de compléter l'article en donnant les références utiles à sa vérifiabilité et en les liant à la section « Notes et références ».
Carlo Jurišević, né le 14 octobre 2001, est un coureur cycliste croate.

## Palmarès sur route

### Par année
- 2018
  -  Champion de Croatie sur route juniors
  -  Champion de Croatie du contre-la-montre juniors
- 2019
  -  Champion de Croatie sur route juniors
  - 2e du championnat de Croatie du contre-la-montre juniors
- 2020
  - 3e du championnat de Croatie du contre-la-montre espoirs
- 2021
  -  Champion de Croatie du critérium espoirs
  - 2e du championnat de Croatie du contre-la-montre espoirs
- 2022
  -  Champion de Croatie sur route
  -  Champion de Croatie du critérium

### Classements mondiaux
| Année                                 | 2020 | 2021  | 2022 |
| ------------------------------------- | ---- | ----- | ---- |
| Classement mondial                    | 672e | 1607e | 984e |
| UCI Europe Tour                       | 544e | 1134e | 717e |
|                                       |      |       |      |
| Légende : nc = non classéSource : UCI |      |       |      |

## Palmarès en cyclo-cross
- 2017-2018
  - 2e du championnat de Croatie de cyclo-cross juniors